# Hemicytherura sitakadayensis
Hemicytherura sitakadayensis är en kräftdjursart som beskrevs av Brouwers 1994. Hemicytherura sitakadayensis ingår i släktet Hemicytherura och familjen Cytheruridae. Inga underarter finns listade i Catalogue of Life.